# مالاوي في الألعاب الأولمبية
ملاوي في الألعاب الأولمبية تقوم اللجنة الأولمبية الكومنولثية الملاوية بالإشراف في شؤون مشاركة مالاوي في الألعاب الأولمبية، شاركت مالاوي أول مرة في الألعاب الأولمبية في دورة 1972 في ميونخ في ألمانيا الغربية، لم تفز ملاوي حتى الآن بأي ميدالية أولمبية.